# Heckelfón pícolo
El heckelfón pícolo (en inglés, piccolo heckelphone) es un instrumento de viento-madera poco común que fue inventado en 1904 por la empresa Wilhelm Heckel GmbH en Wiesbaden-Biebrich (Alemania). Variante del heckelfón, la intención del heckelfón pícolo era arreglar el punto débil de la orquesta romántica: la falta de instrumentos de viento realmente potentes dotados de una tesitura muy alta. Afinado en Fa, una cuarta justa por encima del oboe, su rango va de un Si a un Sol {\displaystyle \sharp }, sonando una cuarta justa.
Richard Strauss, quien escribió para el heckelfón en unas cuantas ocasiones, pareció interesarse por el heckelfón pícolo, incluso empleándolo en una interpretación del segundo Concierto de Brandemburgo de Bach, donde tocó la parte para trompeta en el último movimiento. En 1915, Strauss solicitó que se construyera un heckelfón pícolo en Mi {\displaystyle \flat } para su utilización en su composición la Sinfonía Alpina (1915). Llamado el terz-heckelphone, Strauss últimamente no componía para él, aunque se hicieron unos cuantos.
Basándose en el principio fundamental del heckelfón, el heckelfón pícolo en Fa tiene un taladro extremadamente grande. El ángulo del tubo cónico es bastante ancho (aunque no tan ancho como el del saxofón), dándole un tono fuerte y potente.
La idea del heckelfón pícolo nunca cuajó del todo debido a una serie de factores. Primero, su estrafalario nombre hizo que el inmediato reconocimiento de sus cualidades fuera poco probable. En segundo lugar, la tendencia hacia una orquestación más económica que siguió a los excesos del periodo romántico, con masivas sonoridas y (por extensión) instrumentos capaces de recortar las cuadruplicadas secciones de viento hizo que fuera menos necesario. Finalmente, el instrumento tenía una producción extremadamente baja, tanto que el último fue fabricado en 1955. De acuerdo con los registros de la empresa, sólo fueron vendidos ocho instrumentos.
A lo sumo, catorce heckelfonos pícolo fueron terminados. Cinco más han permanecido intactos: con números de serie asignados, pero sin llaves. Dos se conservan en el museo Heckel en Biebrich, y queda un heckelfón pícolo en el museo de instrumentos musicales de la Universidad de Leipzig. Es sabido que sólo uno sigue utilizándose con normalidad. Del resto, algunos puede que fueran destruidos en la Segunda Guerra Mundial, o que estén en manos de coleccionistas privados esperando su descubrimiento.
A pesar de la gran rareza del instrumento, posee su propio repertorio, aunque es muy pequeño. En 1971, el compositor alemán Hans-Joachim Hespos compuso un trío para heckelfón pícolo, corno di basetto y violonchelo titulado Fahl-Brüchig, que ha sido interpretado y grabado varias veces por la Radio Alemana. Más recientemente, algunos compositores han manifestado su interés por el instrumento y están escribiendo para él de nuevo. El redescubrimiento parece estar en camino.
En la actualidad, circulan rumores de que Heckel planea volver a producir el heckelfón pícolo en Fa. Si se hacen versiones modernas, se demostrará que puede ser de gran valor para los compositores contemporáneos al proporcionarles una opción al oboe musette en Fa o Mi {\displaystyle \flat }, dado que este es menos potente.